# Демавенд
Демаве́нд, также Дамава́нд (перс. دماوند‎ МФА: [dæmɒːvænd]о файле) — спящий стратовулкан в горном хребте Эльбурс, на севере Ирана, в южной части остана Мазендеран. Достигает 5610 метров над уровнем моря и имеет диаметр в основании около 20 километров. На вершине располагается кратер диаметром 400 метров с небольшим озером. Демавенд является наивысшей точкой Ирана и всего Ближнего Востока, также является самым высоким вулканом в Азии (Куньлуньские вулканы — группа горных вулканических конусов имеют высоту до 5808 метров, но не считаются высочайшим вулканом Азии из-за одинаковой высоты группы конусов, а не одной вершины).
Имеются многочисленные травертины, фумаролы и горячие сернистые источники. Вершина покрыта вечными снегами и имеет два небольших ледника.
Форма — крутосклонный конус, возвышающийся над хребтом на 1,5 километров. Конус вулкана сложен в основном андезитовыми лавами, на склонах имеются ледники, видны проявления сольфатарообразной деятельности — выходы горячих газов, серных и грязевых источников.
Демавенд — один из главных символов Ирана, главный символ остана Мазендеран.
С Демавендом связано много персидских легенд. Некоторые из магов утверждают, что в этой горе был заключён злой дух Биварасб и что дым, постоянно поднимающийся с её вершины — это дыхание заключённого.

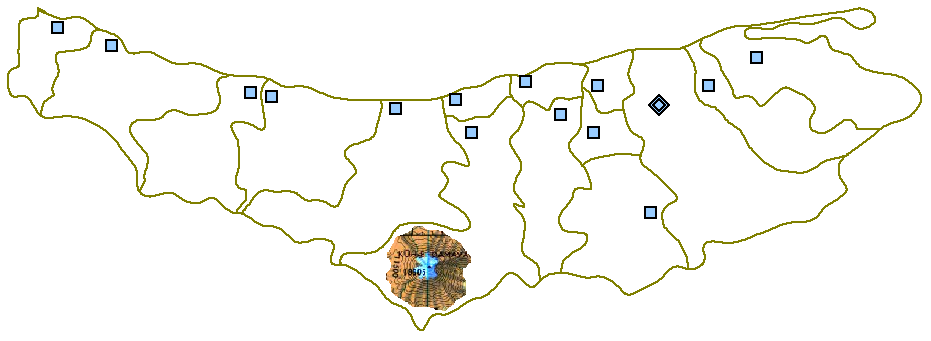
Карта провинции Мазендеран с указанием расположения вулкана

| Карта центрального Эльбурса | Пики:              | 1 Аълам-Кух |
|                             | 2 Азад-Кух         | 3 Демавенд  |
| 4 Ду-Берар                  | 5 Ду-Хахаран       |             |
| 6 Гале-Гардан               | 7 Горг             |             |
| 8 Холе-Ну                   | 9 Мехр-Чал         |             |
| 10 Мишине-Марг              | 11 Наз             |             |
| 12 Шах-Альборз              | 13 Сиялан          |             |
| 14 Точал                    | 15 Варавашт        |             |
| Реки:                       | 0                  |             |
| 1 Аламут                    | 2 Чалос            |             |
| 3 Ду-Хазар                  | 4 Хазар            |             |
| 5 Джаджруд                  | 6 Карадж           |             |
| 7 Коджур                    | 8 Лар              |             |
| 9 Нур                       | 10 Сардаб          |             |
| 11 Се-Хазар                 | 12 Шахруд          |             |
| Города:                     | 1 Амоль            |             |
| 2 Чалус                     | 3 Карадж           |             |
| Другие объекты:             | D Дизин            |             |
| E Магистраль Хараз          | K Тоннель Кандован |             |
| * Плотина Лятьян            | ** Плотина Лар     |             |